# 犬のおまわりさん
- 犬のおまわりさん
- いぬのおまわりさん

『犬のおまわりさん』（いぬのおまわりさん）は、佐藤義美作詞、大中恩作曲の日本の童謡である。2007年（平成19年）に日本の歌百選に選出されている。
なお、JASRACのデータベースに登録されている表題は「犬のおまわりさん」であるが、初出である『チャイルドブック』ではすべて平仮名で「いぬのおまわりさん」（空白は実際には改行）と表記されている。

## 概要
『チャイルドブック』1960年10月号で、迷路遊びの曲として中尾彰の迷路挿絵とともに発表された。同誌別売のソノシートが初録音である。この挿絵に描かれている「犬のおまわりさん」の犬種はコリーであり、また歌詞とは異なり子猫は泣いていない。当時の子供の歌としては歌詞が長過ぎると、編集長が歌詞の修正を求めたが、作詞者の佐藤が拒否したためそのまま掲載されたというエピソードがある。
1961年（昭和36年）10月10日に初めてNHKの『うたのえほん』で流され、この曲はさらに広まった。後継番組の『おかあさんといっしょ』でも定番曲として流れている。
佐藤義美記念館名誉館長で童話作家の稗田宰子によると、この曲が多くの人に知られるようになったのは、作詞者の佐藤が亡くなった1968年（昭和43年）以後である。
1977年以後、小学校の音楽の教科書にも掲載されている。
2006年に日本の文化庁と日本PTA全国協議会が、親子で長く歌い継いでほしい童謡・唱歌や歌謡曲といった抒情歌や愛唱歌の歌101曲を選定した日本の歌百選にもなっている。
動物を擬人化した歌で、犬のお巡りさんが迷子の子猫に家をたずねるが、子猫は泣くばかりなので困り果てて「ワンワン」と吠えてしまうというほのぼのとした情景を歌っている。
なお、童謡には歌い出しを曲名とするケースも比較的多いため、本作の題名を「迷子の子猫ちゃん」であると誤解する向きもある。
「POOR LITTLE LOST KITTEN」（英訳詞：HENRY V. DRENNAN）、「The Police Dog」、「Doggy Cop And Lost Kitty」（英訳詞：井口紀子）という英語版も存在する。

## 録音した歌手
- 中野慶子（1963年発売[10]『犬のおまわりさん/はまべの貝がら/トマト/知らない子』（東芝レコード JB-1055）、『NHKおかあさんといっしょ 50年 うたのBEST110』収録）
- 水谷玲子（1966年発売の『NHK-TV うたのえほん』（キングレコード SKK(H)-195）、『いぬのおまわりさん ろばの会童謡名曲集』収録）
- 森みゆき
- 田口久美子
- 土居裕子
- 真理ヨシコ（1970年9月発売の『デラックスえほんレコード11 NHKテレビうたのえほんゴールデンヒット集2 いぬのおまわりさん』（日本コロムビア KX-11）などに収録）
- 斉藤昌子（『NHK「うたのえほん」より いぬのおまわりさん ママとよいこの7曲シリーズ①』（サン企画 SSU-5001）収録）
- かしわ哲、しゅうさえこ、林アキラ
- Regina M.Doi
- 岡崎裕美
- 田中星児、ビクター・アンサンブル
- 古賀真佐代、東映児童合唱団
- ボニージャックス
- ドリーミング（初出は1991年発売『アンパンマンがえらんだこどものうた』）
- 速水けんたろう、茂森あゆみ（1999年発売『NHKおかあさんといっしょ いっしょにうたおう大全集40＋カラオケ10』収録）
- 羽生未来

（2001年発売『けんたろうとミクのワイワイキッズ ミクのワイワイダンス3』）
- ファースト・アカデミー（1999年発売『みんなのどうよう 2』（KEEP/日本クラウン FGS-303/2008年の再発盤はMCD-272）収録）
- 生田弘子（1999年発売『ホーホケキョ となりの山田くん オリジナルフルサウンドトラック』収録）
- 野原しんのすけ（声優：矢島晶子）（2001年発売『クレヨンしんちゃん「どうよう きけばぁ〜」』収録）
- グッチ裕三とグッチーズ （2002年発売『ハッチポッチステーション　江戸川サリバンショー』収録）
  - 番組内のコーナー「ハッチポッチMTV」で使用されたもので、クイーンの「ボヘミアン・ラプソディ」とマッシュアップした替え歌になっている。
- くぅ（声優：川田妙子）（2002年発売『いないいないばあっ! どうよう』収録）
- ムルモ（声優：釘宮理恵）（2004年発売『わがまま☆フェアリー ミルモでポン! フェアリーコンサート〜みんなで歌おう童謡まつり〜』収録）
- 大和田りつこ（2005年発売『たのしいどうよう〜いぬのおまわりさん/どんぐりころころ〜』収録）
- ひなたおさむ、かまだみき、恵畑ゆう（2005年発売のCD、DVD 『NHKおかあさんといっしょ 夢のビックパレード 弘道おにいさんとあそぼ! ぐーチョコランタンとゆかいな仲間たち』収録）
- ワンワン、うーたん（声優：チョー、間宮くるみ）（2005年発売のDVD『いないいないばあっ! どうよう』収録）
- 神戸唄子、Nitchmo（2008年発売『ママとうたおう ディズニー よいこのどうよう 0～3才向』収録）
- 菊丸英二（声優：高橋広樹）（2009年発売『テニスの王子様 菊丸英二が歌う童謡名曲集〜ファミリーでたのしもう！〜』収録）
- はいだしょうこ（2010年発売『みんなでうたう童謡・唱歌 いぬのおまわりさん〜おやすみなさい』収録）
- 村方乃々佳（2021年発売『ののちゃん2さい こどもうた』収録）

## 関連事項
- 『週刊文春』1979年9月6日号の表紙は、本曲の歌い出しの歌詞にちなみ、「いぬのおまわりさん」と題したネコのイラストだった[11]。同イラストは『週刊文春』2019年9月12日号の表紙に再掲された。

## 絵本
- さとうよしみ、わらべきみか『うたのえほん いぬのおまわりさん』フレーベル館、2002年、ISBN 4-577-02487-X。
- 佐藤義美、林蘭『はじめましてのえほん vol.3-8 いぬのおまわりさん』チャイルド本社、2009年、ISBN 978-4-8054-3279-2。
- 佐藤義美（詞）、さいとうしのぶ（構成・絵）『いぬのおまわりさん』ひさかたチャイルド、2015年、ISBN 978-4-8054-4240-1。2016年、ISBN 978-4-86549-089-3。